# Michael Rogowski
Michael Rogowski (* 13. März 1939 in Stuttgart; † 12. November 2021 in Heidenheim) war ein deutscher Wirtschaftsingenieur und Manager. Zudem war er von 2001 bis 2004 Präsident des Bundesverbands der Deutschen Industrie (BDI).

## Leben
Rogowski wurde als Sohn eines Ingenieurs geboren. Nach seiner Schulzeit in einer Waldorfschule, Abitur 1959 in Stuttgart, studierte er von 1959 bis 1960 an der Universität Lausanne zunächst Wirtschaftswissenschaften. Danach wechselte er zur TH Karlsruhe, wo er 1965 seine Diplomprüfung zum Wirtschaftsingenieur ablegte. An derselben Hochschule begann er als Assistent für Arbeitswissenschaft und Fertigungswirtschaft zu arbeiten, wurde 1968 zum stellvertretenden Leiter im „Institut für technische Betriebsführung“ (ITB) der Universität Karlsruhe ernannt. 1969 wurde er – ebenfalls in Karlsruhe – zum Dr. rer. pol. promoviert.
Noch im selben Jahr trat Rogowski in die Nähmaschinenfabrik Singer-Werke GmbH in Karlsruhe ein. Hier wurde er zunächst bis 1970 Assistent des Vorsitzenden der Geschäftsführung, leitete anschließend bei einer Tochterfirma des US-Konzerns Singer die Stabsstelle für Planung und Rationalisierung, dann den Bereich Organisation/Datenverarbeitung und später auch das Personal- und Sozialwesen. 1973 wurde Rogowski dann zum Geschäftsführer der SISCO GmbH in Frankfurt, einem Tochterunternehmen von Singer, ernannt.
Anfang 1974 wechselte Rogowski zu dem damaligen Heidenheimer Familienunternehmen J.M.Voith GmbH (heute: Voith GmbH – s. u.) und begann seine dortige Karriere als Leiter des Personal- und Sozialwesens. 1976 wurde er zunächst stellvertretender, dann 1978 ordentlicher Geschäftsführer von Voith, verantwortlich für das Personal- und Sozialwesen sowie für die Materialwirtschaft. Von 1982 bis 1992 übernahm er außerdem die Leitung des Konzernbereichs Antriebstechnik, avancierte in dieser Zeit (1986) zum Sprecher der Geschäftsführung der J.M. Voith GmbH.
1992 erfolgte die Ernennung zum Vorsitzenden der Konzerngeschäftsführung. Mit Umwandlung der J.M. Voith GmbH in die J. M. Voith Aktiengesellschaft im Jahre 1997 übernahm Michael Rogowski den Vorsitz des Konzernvorstandes. Sein Nachfolger als Voith-Vorstandschef wurde der bisherige Finanzvorstand Hermut Kormann.
Von April 2000 bis März 2010 war er Vorsitzender des Voith AG-Aufsichtsrats und des Gesellschafterausschusses der Firma. Am 5. März 2010 folgte ihm Manfred Bischoff in dieser Funktion nach.
Rogowski engagierte sich verbandspolitisch – insbesondere im Arbeitgeberverband Metall von Baden-Württemberg und Verband Deutscher Maschinen- und Anlagenbau (VDMA), in dem überwiegend mittelständische Familienunternehmen organisiert sind. Seit 1992 hatte Rogowski einen Sitz im Vorstand des VDMA, wurde 1993 zum Vizepräsidenten und Schatzmeister gewählt. Im Januar 1996 wurde er Nachfolger von Jan Kleinewefers und übernahm bis 1998 die VDMA-Präsidentschaft. Rogowski strebte eine Fusion bzw. engere Kooperation des VDMA mit dem Zentralverband Elektrotechnik- und Elektronikindustrie (ZVEI) an, konnte sie aber nicht realisieren. 1999 wurde er auf diesem Posten – turnusgemäß – von Eberhard Reuther abgelöst.
Beim BDI war Rogowski von 1997 bis 1998 Vizepräsident, dann Mitglied des Präsidiums. Vom 1. Januar 2001 bis Ende 2004 war Rogowski dann – als Nachfolger von Hans-Olaf Henkel – Präsident des Bundesverbandes der Deutschen Industrie. Zum 1. Januar 2005 wurde er von Jürgen Thumann in dieser Funktion abgelöst.
Rogowski sprach sich immer wieder für eine grundlegende Reform des Steuerwesens, des Sozialsystems, der Subventionspraxis und der Tarifstrukturen aus, weil eine seiner Auffassung nach überregulierte Wirtschaft und eine zu starke Bevormundung des Bürgers durch den Staat Eigeninitiative und Innovationsbereitschaft abwürgen würden. Ebenso plädierte er für eine Abschaffung der paritätischen Mitbestimmung.
Im Fernsehen moderierte er von Juli 2005 bis Juni 2006 die Sendung Rogowski Chefsache! auf n-tv.
Rogowski war verheiratet und hatte zwei Kinder. Sein Enkel ist der Schauspieler Franz Rogowski.

## Ehrungen
- Goldenes Ehrenzeichen für Verdienste um die Republik Österreich
- Bundesverdienstkreuz am Bande
- Ehrensenatorwürde der Universität Tübingen
- Großes Verdienstkreuz des Verdienstordens der Bundesrepublik Deutschland
- Ehrenring der Stadt St. Pölten
- Ehrenbürger der Stadt Heidenheim
- Orden der Aufgehenden Sonne für die Verdienste um die deutsch-japanischen Wirtschaftsbeziehungen

## Veröffentlichungen
- Für ein neues Wirtschaftswunder – 20 Thesen, Bertelsmann Verlag, 2004, ISBN 3-570-00847-9.